# Parti socialiste polynésien
Pour les articles homonymes, voir PSP.
Pour les autres articles nationaux ou selon les autres juridictions, voir Parti socialiste.
Le Parti socialiste polynésien (PSP) est un parti politique de la Polynésie française.
Il présente deux candidats aux élections législatives de juin 2007. Il est dirigé par Paul Koury (des îles Tuamotu). Proche de l'Union pour la démocratie, il n'en fait pas partie.